# Aspalathus simii
Aspalathus simii är en ärtväxtart som beskrevs av Harry Bolus. Aspalathus simii ingår i släktet Aspalathus och familjen ärtväxter.

## Underarter
Arten delas in i följande underarter:
- A. s. katbergensis
- A. s. simii